# Шепарович Фелікс
Фелікс Шепарович (1865, Стрийський повіт — 1917, Сибір) — український військовик, підполковник армії Австро-Угорщини.

## Життєпис
Родом зі Стрийщини. 1 травня 1910 року отримав звання майора, а 1 листопада 1913 року — підполковника. Служив у 22 полку піхоти ландверу в Чернівцях на посаді коменданта 3 батальйону в Радівцях, а від 1912 року на посаді коменданта Коменди округу народного ополчення № 22.
Командант (командир) бригади під час облоги Перемишльської фортеці 1914—1915. Після капітуляції потрапив до російського полону. Помер у таборі полонених у Сибіру.
Два його сини — старшини австро-угорської армії Едмунд Шепарович та Альберт-Фелікс Шепарович — служили потім в Українській Галицькій армії.

## Нагороди
- Орден Залізної Корони 3 ступеня з воєнною декорацією і мечами (1915)[1]
- Бронзова медаль «За військові заслуги» на червоній стрічці[2]
- Військовий Хрест Карла[2]